# Arioque
Arioque (em hebraico: אַרְיוֹךְ‎; romaniz.: ’Aryōḵ) foi rei de Elasar, no tempo do patriarca Abraão. Fez aliança com outros reis (Anrafel, de Sinar; Quedorlaomer, de Elão; Tidal, de Goim) a fim de guerrear contra outros cinco reis: Bera, de Sodoma; Birsa, de Gomorra; Sinabe, de Admá; Semeber, de Zeboim; e contra o rei de Belá (Zoar). No Livro dos Jubileus, Arioque é mencionado como o "rei de Selasar".

## Teorias
Alguns historiadores colocaram a área onde Arioque governou na Ásia Menor, mas as teorias quanto às suas localizações específicas diferem, com alguns afirmando que foi em Ponto, enquanto outros citam a Capadócia e Antioquia. Existem também fontes que associam Elasar com o reino de Larsa e sugerem que Arioque poderia ser um de seus reis chamado Eriacu, uma tradução acádia para o nome Rim-Sim, onde rim significa servo e Sim é o nome semítico do deus lua (Agu ou Acu em acádio). No século XX, essa teoria se tornou popular, de modo que era comum identificar Arioque com Eriacu - por meio da leitura alternativa de Rim-Sim ou de seu irmão Uarade-Sim, que se acreditava serem contemporâneos de Hamurabi.